# Windows 98
Windows 98 (кодове ім'я Memphis) — операційна система для персонального комп'ютера від Microsoft. Друга найбільша операційна система із сімейства Windows 9x як наступниця Windows 95. Виробництво стартувало 15 травня 1998 року, а продажі почалися вже 25 червня того ж року. Має гібридну 16-бітну та 32-бітну архітектуру з MS-DOS на етапі завантаження. Наступником Windows 98 стала Windows 98 Second Edition (SE), яку випустили 5 травня 1999 року, а вже у 2000 році її замінила Windows ME. 30 червня 2002 року Microsoft припинила основну підтримку Windows 98 та 98 SE, розширену — 11 липня 2006 року. Продано приблизно понад 58 млн ліцензій, а її нові функції як Windows Update, Disk Cleanup, Internet Connection Sharing та підтримка декількох моніторів стали стандартними для наступних поколінь операційних систем Windows. Найвідомішу завантажувальну музику Windows 98 написав Кен Като.

## Розробка
Розробка Windows 98 починалася з 90-тих років, під кодовою назвою «Memphis». Перша версія вийшла в січні 1997 року та називалась «Windows Memphis Developer Release». Останньою була «Windows 98 SE» з релізом 23 квітня 1999 року.
| Номер версії | Дата           | Особливості                                                                               | Назва версії                      |
| ------------ | -------------- | ----------------------------------------------------------------------------------------- | --------------------------------- |
| 1132         | 16 червня 1996 | Перша версія, взята за основу Windows 95 з незначними змінами.                            | Windows Memphis Developer Release |
| 1387         | 30 червня 1997 | Перша бета-версія.                                                                        | Windows Memphis Beta 1            |
| 1546         | 25 липня 1997  | Друга бета-версія.                                                                        | Windows 98 Beta 2                 |
| 1650         | 15 грудня 1997 | Можливість Windows 3.1x оновитися до Windows 98. Нові звуки запуску та вимкнення системи. | Windows 98 Beta 3                 |
| 1691         | 3 квітня 1998  | Версія до 31 грудня 1998.                                                                 | Windows 98 Release Candidate      |
| 1998         | 15 травня 1998 | Фінальна версія.                                                                          | Windows 98                        |
| 2222         | 23 квітня 1999 | Версія з новими функціями та усунутими недоліками.                                        | Windows 98 Second Edition         |

## Вебінтеграція
Windows 98 має Internet Explorer 4.01 (5.0 у Windows 98 SE), Outlook Express, Windows Address Book, FrontPage Express, Microsoft Chat, Personal Web Server і майстри веб публікацій як, Web Publishing Wizard, NetMeeting і NetShow Player (був замінений на Windows Media Player 6.2 у Windows 98 SE).
Windows 98 був включений пакет оновлень Windows Desktop Update, завдяки якому Internet Explorer мав компоненти, як панель завдань (Quick Launch), Active Desktop, Active Channel, швидкий запуск, можливість зменшення переднього вікна за допомогою кнопок навігацій, «Улюблене», налаштування тек за допомогою HTML-шаблонів та адресний рядок у Windows Explorer, вебогляд у провіднику.
До Windows 98  також інтегрований функціонал з платного оновлення Microsoft Plus! для Windows 95, включаючи такі утілити як DriveSpace 3, Compression Agent (для стиснення диска), сервер комутативного доступу, редактор макросів та планувальник завдань. 3D Pinball був присутній на CD диску, проте за замовчуванням не встановлювався. Windows 98 також мав власний пакет платних оновлень Plus! 98.
Рядки заголовків вікон підтримують двоколірний градієнт, меню та підказки — слайдову анімацію. Windows Explorer у Windows 98, як і у Windows 95, перетворює назви файлів із великими літерами в регістр заголовків. Також має підтримку CAB-файлів. 

## Windows 98 SE
Windows 98 Second Edition (Windows 98 SE) випущена 5 травня 1999 року. Оновлена версія включає безліч виправлень і додаткових драйверів, Internet Explorer 4 замінений на 5-й, з'явилася функція Internet Connection Sharing (Загальний доступ підключення до Інтернету). Також доданий MS Netmeeting 3 і підтримка DVD.
Системні вимоги до ОЗП для Windows 98 SE збільшилися до 24 Мб. Майкрософт планувала припинити підтримку Windows 98 вже 16 липня 2004 року, однак, унаслідок неймовірної популярності цієї операційної системи, підтримку продовжили аж до 30 липня 2006 року, включаючи й Windows ME.